# Irena z Hesji-Darmstadt
Irena Ludwika Maria Anna (ur. 11 lipca 1866 w Darmstadt, zm. 11 listopada 1953 w Hemmelmark w gminie Barkelsby) – księżniczka Hesji i Renu, księżna Prus.

## Życiorys

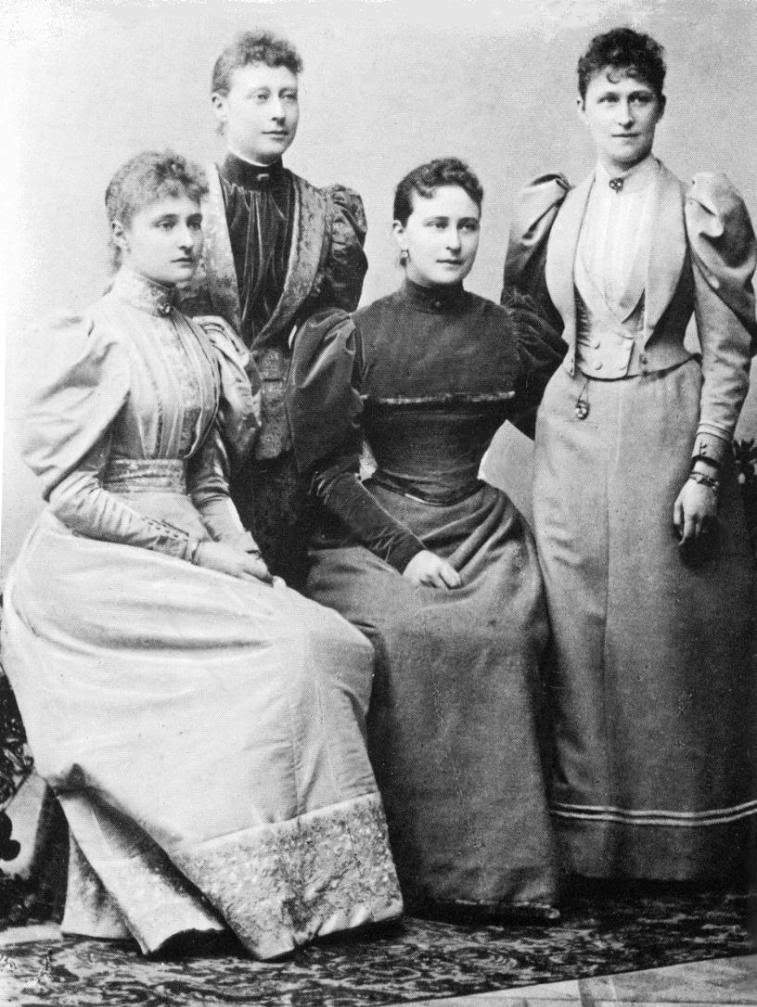
Irena (z prawej) z siostrami

Księżniczka Irena była trzecim dzieckiem Alicji Koburg, księżniczki Wielkiej Brytanii, i Ludwika IV, wielkiego księcia Hesji i Renu. Jej dziadkami ze strony matki byli Wiktoria Hanowerska, królowa Wielkiej Brytanii, i książę Albert. Dziadkami ze strony ojca byli książę Karol Hessen-Darmstadt i księżniczka Elżbieta pruska. Tak jak jej siostra caryca Aleksandra, Irena była nosicielką hemofilii, dwóch z trzech jej synów chorowało na tę chorobę.
Jej imię zostało zaczerpnięte od greckiego słowa „pokój”, ponieważ księżniczka urodziła się pod koniec wojny siedmiotygodniowej. Alicja uznała Irenę za bardzo nieatrakcyjne dziecko i napisała do swojej starszej siostry, cesarzowej Wiktorii, że Irena nie jest ładna. Chociaż nie tak bardzo jak jej siostra Elżbieta, Irena nie miała nawet przyjemnego usposobienia. Księżna Alicja wychowywała swoje córki bardzo prosto. Dzieci miały angielskie nianie, jadały i ubierały się bardzo prosto. Córki uczone były na przykład pieczenia ciast. Ścieliły swoje łóżka i sprzątały. Matka Ireny uczulała dzieci na cierpienia innych, razem z nimi często odwiedzała szpitale i fundacje charytatywne.
Pierwsza tragedia dotknęła rodzinę w 1873, kiedy młodszy brat Ireny, hemofilik Fryderyk (1870-1873), nazywany „Frittie”, wypadł przez otwarte okno, uderzył głową w poręcz i godzinę później zmarł na krwotok mózgu. Alicja często brała swoje dzieci na grób syna, aby modlić się i w melancholii rozpamiętywać księcia.
Jesienią 1878 Irena, wraz z resztą rodzeństwa (oprócz Elżbiety) i jej ojciec zachorowała na błonicę. Jej młodsza siostra księżniczka Maria, zwana „May”, zmarła na tę chorobę. Księżna Alicja wyczerpana pielęgnowaniem rodziny została także zarażona. Widząc, że jest zagrożona śmiercią podała instrukcje dotyczące wychowania dzieci i prowadzenia domu. Zmarła na błonicę 14 grudnia 1878.
Po śmierci Alicji królowa Wiktoria przejęła opiekę nad wnukami, spędziły rok w Anglii. Królowa wysłała instrukcje dotyczące ich edukacji oraz ubioru.
24 maja 1888 Irena wyszła za mąż za księcia Alberta Wilhelma Henryka Hohenzollerna, trzecie dziecko i drugiego syna Fryderyka III, cesarza Niemiec, i Wiktorii Koburg. Matki Ireny i Henryka były siostrami, więc para była bliskimi kuzynami. Małżeństwo to zdenerwowało królową Wiktorię, ponieważ nie zostało z nią skonsultowane. Matka Henryka lubiła swoją synową, jednak była wstrząśnięta, kiedy księżna podczas swojej pierwszej ciąży z hemofilikiem, księciem Waldemarem, w 1889 nie nosiła odpowiednich ubrań dla ukrycia ciąży. Cesarzowa zafascynowana polityką i bieżącymi wydarzeniami nie mogła zrozumieć, dlaczego Irena i jej mąż nie czytają gazet. Jednakże para była szczęśliwa, a przez swoich bliskich byli postrzegani jako „bardzo mili” ze względu na ich przyjemne charaktery. Para miała trzech synów:
- Waldemara (1889–1945)
- Zygmunta (1896–1978)
- Henryka Wiktora (1900–1904)

Irena przekazała hemofilię swojemu najstarszemu i najmłodszemu synowi. Zdrowie Waldemara martwiło ją od jego najmłodszych lat. Była później zrozpaczona po śmierci jej czteroletniego syna Henryka, który upadł i zranił się w głowę w 1904. Kilka miesięcy po jego śmieci, siostra Ireny, caryca Aleksandra, urodziła carewicza Aleksego, który również był chory na hemofilię. Również jej kuzynka, Wiktoria Eugenia, królowa Hiszpanii, miała dwóch chorych na hemofilię synów.

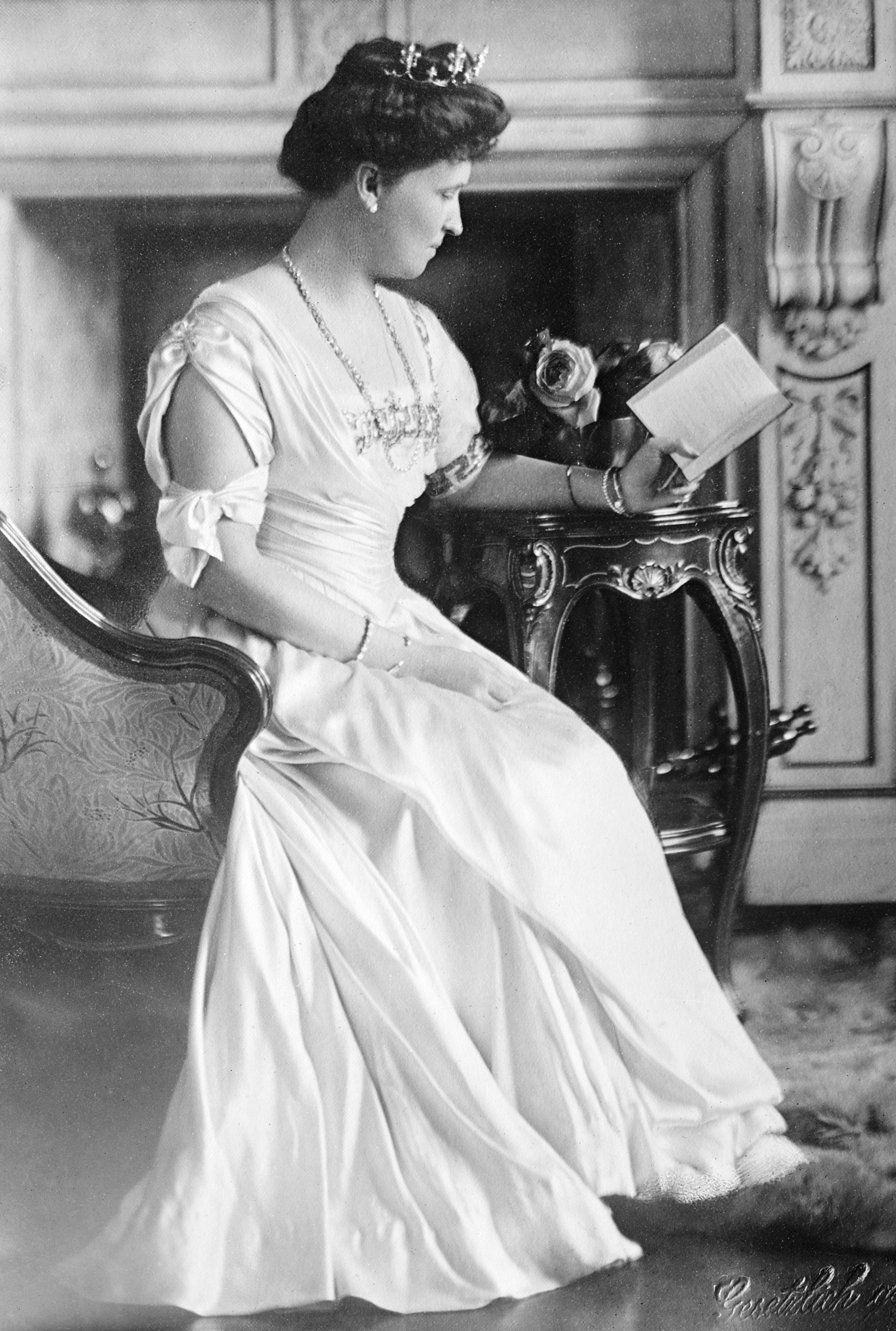
Księżna Irena

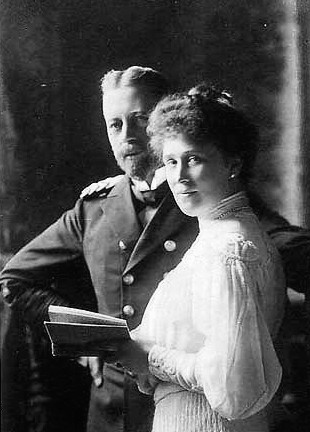
Irena z mężem

Irena, wychowywana w wiktoriańskiej moralności, była wstrząśnięta niektórymi zachowaniami. Przejście na prawosławie jej siostry, rosyjskiej wielkiej księżnej Elżbiety, w 1891, bardzo ją zbulwersowało. Również jej siostra, Aleksandra, przeszła na prawosławie. Mimo to Irena utrzymywała dość bliskie kontakty z rodzeństwem. W 1907 Irena pomogła zaaranżować katastrofalne, jak się później okazało, małżeństwo wielkiej księżnej Marii Pawłownej z księciem Wilhelmem Bernadotte. Matka Wilhelma, Wiktoria Badeńska, królowa Szwecji, była bliską przyjaciółką Ireny i Elżbiety. Wielka księżna Maria pisała, że uległa naciskom Ireny, aby zawrzeć to małżeństwo, kiedy ta jeszcze miała wątpliwości. W 1912 Irena była źródłem wsparcia dla swojej siostry Aleksandry, kiedy Aleksy wskutek komplikacji związanych z hemofilią nieomal umarł podczas polowania w Polsce.
Więzy Ireny z siostrami zostały zakłócone podczas I wojny światowej, ponieważ znajdowały się po przeciwnych stronach konfliktu. Bolszewicy zamordowali jej dwie siostry, carycę Aleksandrę i wielką księżnę Elżbietę. Po abdykacji cesarza Niemiec, kraj ten przestał być rządzony przez Hohenzollernów, jednak Irena i jej mąż zachowali swoje włości Hemmelmark, w północnych Niemczech.
Kiedy Anna Anderson, odnaleziona w Berlinie w 1921, podawała się za wielką księżnę Anastazję, Irena odwiedziła ją, jednak nie uznała ją za swoją siostrzenicę, którą ostatni raz widziała w 1913. Księżna Irena nie była pod jej wrażeniem. „Wiedziałam od razu, że to nie może być jedna z moich siostrzenic. Mimo że nie widziałam ich dziewięć lat, podstawowe cechy twarzy nie zmieniają się, w szczególności oczy, uszy, itp.… Na pierwszy rzut oka można wykryć nawet podobieństwo do wielkiej księżnej Tatiany.” Wielka księżna Olga Aleksandrowna tak skomentowała tę wizytę: „To było niezadowalające spotkanie, ale zwolennicy Anderson powiedzieli, że księżniczka Irena nie znała dobrze siostrzenicy i to cały powód.” Książę Henryk uznał, że temat Anny Anderson zbyt mocno denerwuje jego żonę i zakazał rozmawiania o domniemanej wielkiej księżnej.
Henryk zmarł w 1929. Irena adoptowała córkę swojego syna, Zygmunta – Barbarę, urodzoną w 1920, kiedy jej ojciec opuścił Niemcy. Irenę bardzo zasmuciła śmierć jej najstarszego syna.
Księżna Irena zmarła w 1953, pozostawiając majątek wnuczce. Była najdłużej żyjącym dzieckiem Ludwika IV i wielkiej księżnej Alicji.